# بخش بلورد
بخش بلورد یکی از بخش‌ های شهرستان سیرجان در استان کرمان ایران است. این بخش در شرق شهرستان سیرجان قرار دارد.

## جمعیت
براساس سرشماری مرکز آمار ایران در سال ۱۳۹۵، جمعیت بخش بلورد ۱۱۴۷۳ نفر بوده‌است. بخش بلورد از لحاظ جمعیت رتبه پنجم را در شهرستان سیرجان دارد.

## موقعیت جغرافیایی
بخش بلورد در شرق شهرستان سیرجان قرار دارد. از شمال غربی به بخش پاریز، از غرب به  بخش مرکزی از جنوب غربی به بخش گلستان و از سمت شرق به 
شهرستان بافت و شهرستان بردسیر متصل است. این بخش یکی از بخش های مرتفع با ارتفاع میانگین  ۲۰۴۴ متر از سطح دریا میباشد و به همین منظور از هوای نسبتا معتدلی برخوردار است.

## تقسیمات کشوری
بخش بلورد از دو دهستان تشکیل شده‌است:
- دهستان بلورد
- دهستان چهارگنبد

| بخش   | دهستان   | مرکز دهستان | مرکز بخش | جمعیت بخش  | جمعیت دهستان | جمعیت شهر | شهر   |
| ----- | -------- | ----------- | -------- | ---------- | ------------ | --------- | ----- |
| بلورد | چهارگنبد | تکیه        | بلورد    | ۱۱٬۴۷۳ نفر | ۴٬۳۱۸ نفر    | ۳٬۵۳۴ نفر | بلورد |
| بلورد | بلورد    | بلورد       | بلورد    | ۱۱٬۴۷۳ نفر | ۳٬۶۲۱ نفر    | ۳٬۵۳۴ نفر | بلورد |